# Крестцы
Кре́стцы — рабочий посёлок (с 1938) в Новгородской области России (в 1776—1926 годах — город). Является административным центром Крестецкого района, крупнейшим населённым пунктом Крестецкого городского поселения.
Население — 8221 чел. (2021).
Посёлок расположен на юге области, на реке Холове (бассейн озера Ильмень), в 86 км к востоку от Великого Новгорода, на автомагистрали М10 Москва — Санкт-Петербург. Конечная товарная железнодорожная станция Октябрьской железной дороги на ветке от станции Валдай на линии Бологое — Дно. Полотно линии частично расхищено, поэтому движение до Крестцев по железной дороге в данный момент невозможно.

## История

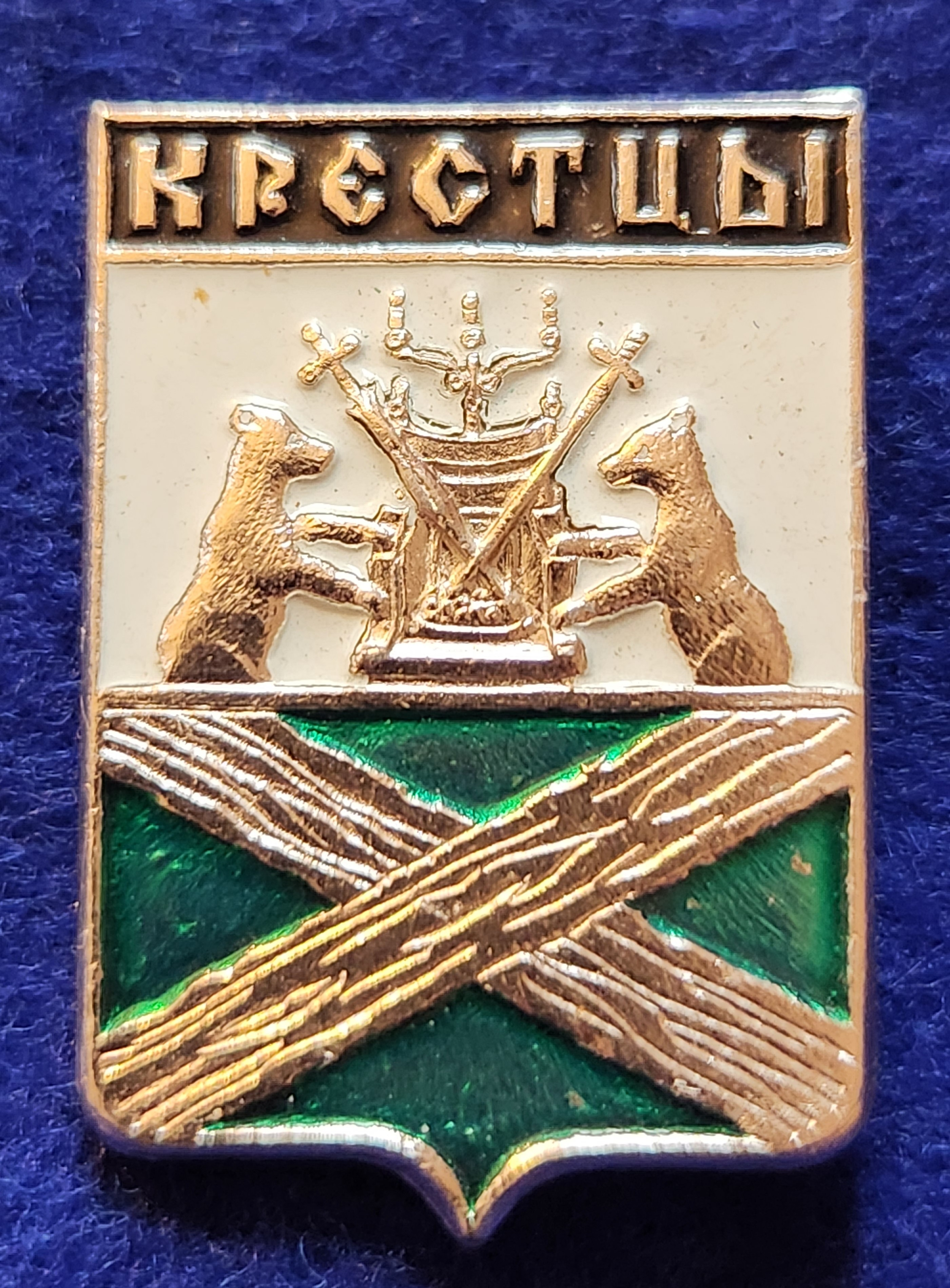
Значок в виде герба города Крестцы 1781 года

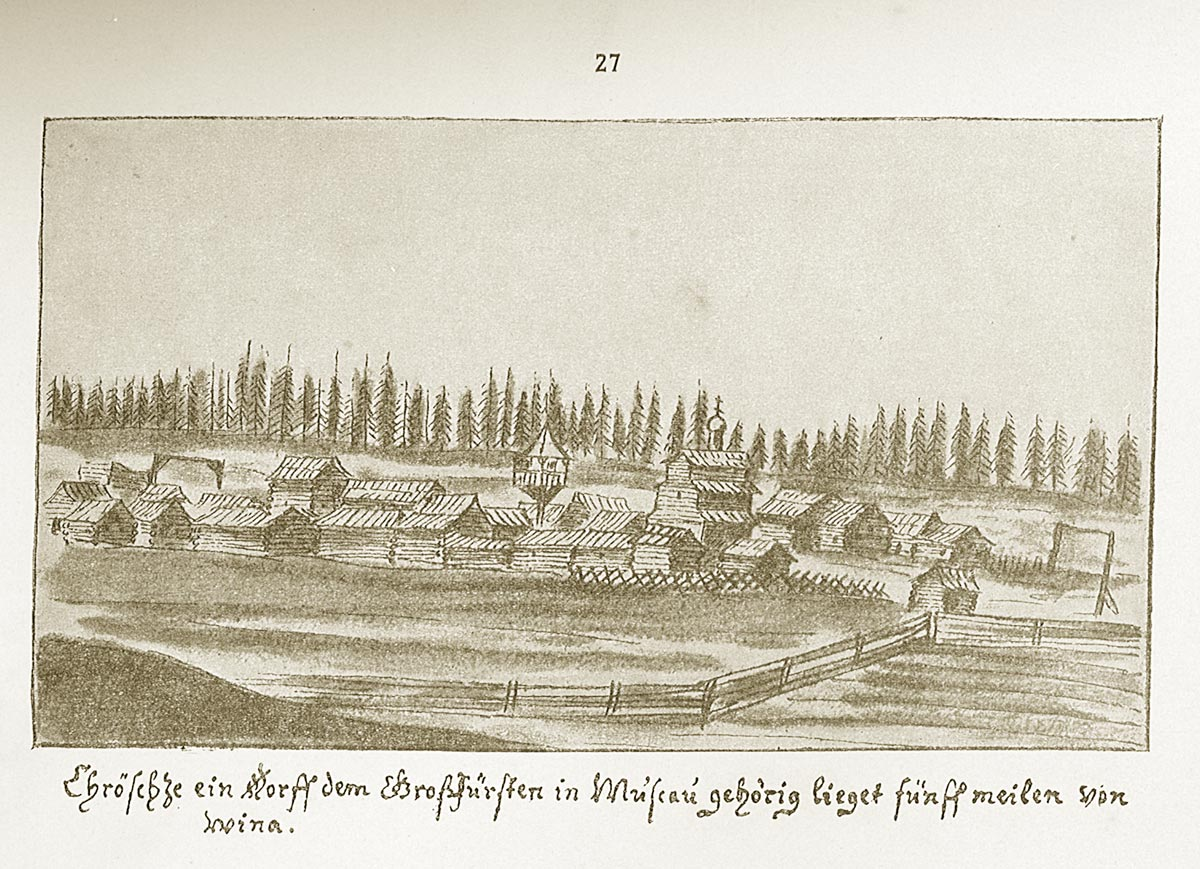
Крестцы в 1661 году

Впервые населённый пункт упоминается в 1393 году в Новгородской второй летописи: «В лето 1393 года поставлена церковь Святой Богородицы на Хрестьцах». Название поселения, вероятно, произошло от пересечения на этом месте дороги из Новгорода на Москву и дороги из Пскова на Вологду (что позже нашло своё отражение также и в описании «две большие дороги, перешедшие одна другую, крестообразно, в зелёном поле, означая истинное имя сего города» исторического герба Крестцев, утверждённого 16 (27) августа 1781 года). Позднее поселение называлось погост Хрестцовский, затем — слобода Крестецкий Ям.
Крестецкий Ям в конце XVII — начале XVIII столетий стал центром возникновения федосеевцев, одного из направлений старообрядчества беспоповского толка. Потомки его живут в посёлке и сегодня.
Пересечение дорог являлось местом смены лошадей и кратковременного отдыха путников, отголоски чего сохранились и до наших дней: в Крестцах вдоль дороги М10 расположено множество торговцев пирожками домашнего приготовления и мест общественного питания. Населённый пункт неоднократно подвергался разрушению (в 1569 году опричниками Ивана Грозного, в начале XVII века — польско-шведскими интервентами).
Указом императрицы Екатерины II от 24 августа (4 сентября) 1776 года село Крестецкий ям было преобразовано в город Крестцы, ставший уездным центром новообразованного Крестецкого уезда Новгородского наместничества. В 1778 году был составлен генеральный план застройки города, в соответствии с которым построены Екатерининский собор  и путевой дворец императрицы.
К концу XVIII века население города достигло 2 тыс. человек. Бо́льшая часть мужской части населения занималась ямщицким промыслом, имелось также 19 плотников и столяров, 16 купцов, 9 портных, 7 красильщиков, 3 медника. Женщины обрабатывали пеньку, лён и шерсть, ткали и красили холсты. В городе имелись кирпичный завод и мукомольная мельница; ежедневную торговлю вели 12 купеческих лавок. Дома городских жителей в основном были деревянными, а каменных строений в городе было всего 8.
Указом Павла I от 12 (23) декабря 1796 года Новгородское наместничество было преобразовано в Новгородскую губернию, а Крестецкий уезд упразднён, в результате чего Крестцы из уездного превратились в заштатный город. Однако по указу Александра I от 24 апреля (6 мая) 1802 года Крестецкий уезд был вновь восстановлен.
В XIX веке население города росло медленно. Промышленные предприятия, имевшиеся в городе, были невелики: лесопильный и водочный заводы, кожевенный завод братьев Мосягиных и ткацкая мастерская. В городе имелись больница, обслуживавшая весь уезд, и училище (из приходского и уездного отделений), а в 1881 году открылась библиотека. В 1867 году был заложен городской общественный сад. Единственным достижением, благодаря которому известность Крестцев распространялась за пределы Новгородской губернии, был существовавший в городе и его окрестностях традиционный художественный промысел — «крестецкая строчка» (особая разновидность вышивки), снискавшая популярность даже за рубежом.
27 октября (9 ноября) 1917 года, когда власть в городе взял в свои руки уездный Совет рабочих и солдатских депутатов, в Крестцах была установлена Советская власть.
Постановлением президиума ВЦИК от 2 мая 1922 года Крестецкий уезд был расформирован, а город Крестцы был передан в Валдайский уезд. В соответствии с очередным постановлением президиума ВЦИК (от 4 января 1926 года) Крестцы получили статус сельского поселения.
С 1 августа 1927 года в рамках проводимой в СССР административно-территориальной реформы деление на губернии и уезды было отменено, а село Крестцы вошло в состав Новгородского округа Ленинградской области, став административным центром новообразованного Крестецкого района (23 июля 1930 года деление на округа в СССР было упразднено).
Указом президиума Верховного Совета РСФСР от 9 ноября 1938 года Крестцы были преобразованы в рабочий посёлок (посёлок городского типа). По указу президиума Верховного Совета СССР от 5 июля 1944 года этот посёлок и весь Крестецкий район были включены в состав вновь образованной Новгородской области.
В советское время некоторые улицы Крестцев переименовали: Дворцовую улицу (на ней находится Путевой дворец) — в улицу Соколова, Соборную площадь (на ней находится Екатерининский собор) — в Советскую площадь, Рахинскую улицу (по ней проходит дорога в сторону деревни Старое Рахино) — в улицу Краснова.
В январе 2006 года было образовано Крестецкое городское поселение, включившее в свой состав рабочий посёлок Крестцы и 9 окрестных деревень.
В 2023 году была благоустроена центральная улица Крестцев — Московская (на участке от улицы Соколова до улиц Васильчикова и Марии Ивановой): на ней создали широкие мощёные тротуары с газонами, скамейками и современной версией верстовых столбов.

## Рельеф
В докембрийскую эпоху в районе современных Крестцев в земной коре образовался так называемый Крестцовский разлом, по линии которого во времена протерозойской эры происходило извержение вулканов.
Рельеф района неоднороден, что обусловлено его срединным положением между Приильменской низменностью и Валдайской возвышенностью. Западная часть более равнинная и низкая, восточная — выше, холмистее, богаче озёрами.

## Население
| 1825    | 1833    | 1840    | 1847  | 1856  | 1863  | 1867  | 1870    | 1885    | 1897    | 1910    |
| ------- | ------- | ------- | ----- | ----- | ----- | ----- | ------- | ------- | ------- | ------- |
| 2073    | ↘1577   | ↘1337   | ↘1201 | ↗2576 | ↗3500 | ↘3170 | ↗3173   | ↘2807   | ↘2596   | ↗2991   |
| 1920    | 1923    | 1926    | 1939  | 1943  | 1959  | 1970  | 1979    | 1989    | 1991    | 1996    |
| ↘2144   | ↗3099   | ↗3249   | ↗5246 | ↘3366 | ↗8502 | ↗9749 | ↗10 190 | ↗10 464 | ↗10 536 | ↗10 707 |
| 1997    | 1998    | 1999    | 2002  | 2008  | 2009  | 2010  | 2012    | 2013    | 2014    | 2015    |
| ↘10 660 | ↗10 697 | ↘10 634 | ↘9963 | ↘9400 | ↘9300 | ↘8717 | ↘8498   | ↘8295   | ↘8196   | ↘8053   |
| 2016    | 2017    | 2018    | 2019  | 2020  | 2021  |       |         |         |         |         |
| ↘7998   | ↘7904   | ↘7726   | ↘7514 | ↘7351 | ↗8221 |       |         |         |         |         |

## Экономика
Основные предприятия посёлка:
- ООО «Газпром ПХГ» «Невское УПХГ» Филиал Невское Управление подземного хранения газа имени героя социалистического труда СФ Бармина" (хранение газа);
- ООО «Тимбер Тек» (распиловка и строгание древесины);
- ООО «Крестецкая строчка» (производство постельного белья, одежды с использованием традиционного народного художественного промысла — крестецкой строчки);
- ООО «Рождество» (фабрика ёлочных игрушек) и др[47].

Услуги связи в посёлке предоставляют операторы: ПАО «Ростелеком», ПАО «ВымпелКом», ООО «Т2 Мобайл», ПАО «МТС», ПАО «МегаФон». Внутри посёлка выполняются два автобусных маршрута: 1 и 1а. Имеется автостанция, откуда отправляются рейсы в Окуловку, Боровичи, Великий Новгород, Валдай, Вышний Волочёк, Тверь, Санкт-Петербург. Выполняются рейсы внутри района.

## Достопримечательности
- Церковь Святой Троицы (1865)
- Екатерининский собор (1777)
- Краеведческий музей
- Музей «Крестецкая строчка»

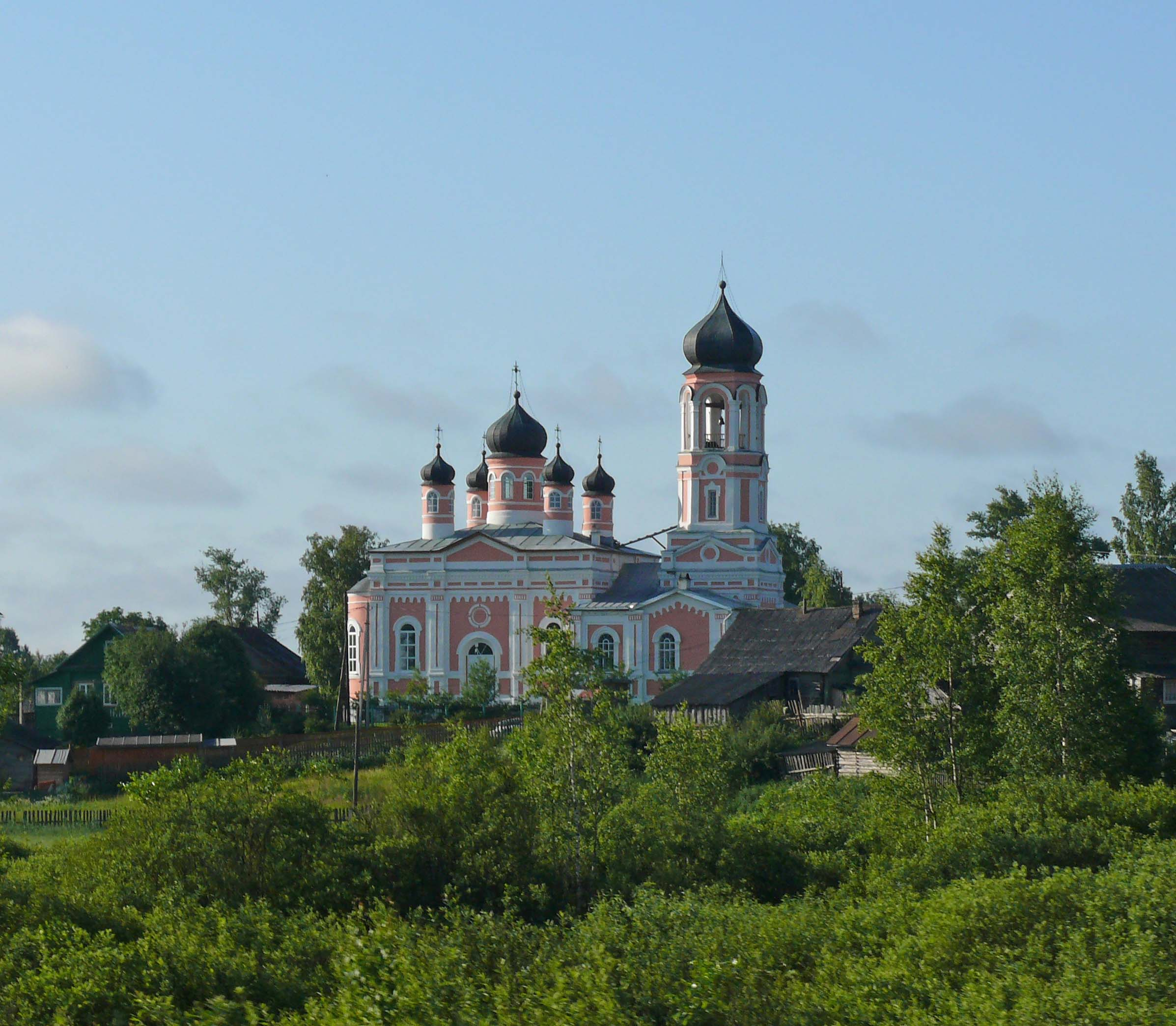
Церковь Троицы в Ямской Слободе

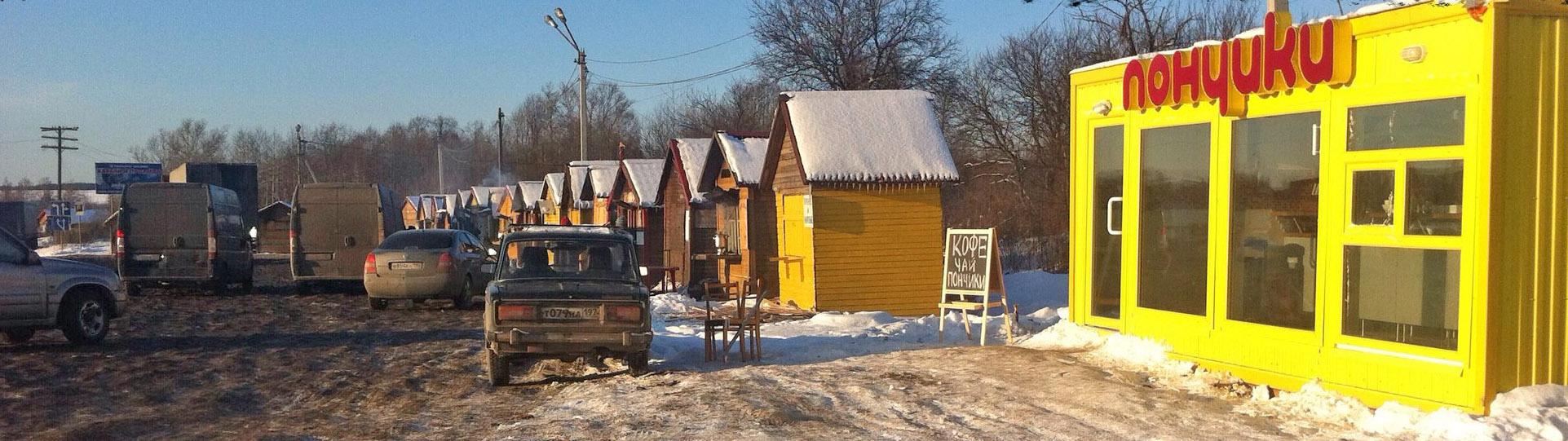
Одна из автомобильных стоянок в Ямской Слободе на трассе М10

- Памятник авиаторам Северо-Западного фронта (1978)

Неподалёку от Крестцев находится мототрасса на Берёзовой горе, один из российских центров мотоспорта.

## Известные люди
В Крестцах родились:
- Д. А. Андреев (р. 1980) — российский тромбонист
- В. П. Морозов (1929—2021) — физиолог, психолог, педагог. Доктор биологических наук, профессор.
- В. Н. Новиков (1907—2000) — советский государственный и хозяйственный деятель, депутат Верховного Совета СССР
- Р. Р. Романов (1866—1920) — полковник Русской императорской армии, Георгиевский кавалер

Люди, связанные с посёлком:
- В Крестцах некоторое время жил и писал русский поэт и писатель-символист Фёдор Сологуб.
- Близ Крестцев в деревне Санталово умер поэт Велимир Хлебников (незадолго до смерти его привозили в Крестцы в больницу). В деревне Ручьи, где в 1922 году он был похоронен, в 1986 году был открыт его музей. Там проходят ежегодные литературные чтения.